# Sumitomo Group
Sumitomo Group (яп. 住友グループ) — одна из крупнейших японских кэйрэцу. В группу входят компании финансового сектора, машиностроения, электротехнической промышленности, чёрной и цветной металлургии и многие другие.

## История
Основание компании относят к 1630 году, когда бывший буддийский монах Масатомо Сумитомо открыл магазин по продаже лекарств и книг. Он написал книгу «Мондзюин сиигаки» («Законы основателя»), в которой сформулировал основные правила ведения бизнеса, базирующиеся на учении буддизма. Согласно книге, в работе ни к чему нельзя относиться легкомысленно, а необходимо проявлять заботу и уважение. Однако действительно известной компанию сделала медь. Муж сестры основателя компании Риэмон Сога изобрел новую технологию выплавки меди, а его старший сын Томомоти Сумитомо внедрил эту технологию на нескольких предприятиях. В результате Осака, в которой располагалась Sumitomo, стала важным центром производства меди в Японии. После этого компания занялась диверсификацией бизнеса: финансы, логистика и многое другое. Это было обусловлено тем, что медь, как основной продукт компании, реализовывалась по бартерным схемам, в итоге Томомоти был вынужден стать трейдером, реализуя патоку, текстиль, сахар и лекарства, на которые обменивалась медь.
В эпоху реставрации Мэйдзи компания приобрела импортные технологии и оборудование для производства меди. В итоге к концу XIX века компания занимала лидирующие позиции в стране по добыче медной руды и её обработке. В этот период Sumitomo приобрела черты классического дзайбацу.
После Второй мировой войны дзайбацу были упразднены. В результате этого образовалась Sumitomo Group в её нынешнем виде. Каждая компания группы независимо ведёт бизнес в своей отрасли, но сохраняют корпоративную философию[что?], изложенную основателем компании в «Мондзюин сиигаки».

## Компании
Список компаний, входящих в кэйрэцу Sumitomo:
- Sumitomo Chemical Co., Ltd.
- Sumitomo Heavy Industries, Ltd.
- Sumitomo Mitsui Banking Corporation
- Sumitomo Metal Industries, Ltd.
- Sumitomo Metal Mining Co., Ltd.
- Sumitomo Corporation
- Sumitomo Corporation of America
- Sumitomo Trust & Banking Co., Ltd.
- Sumitomo Life Insurance Co.
- The Sumitomo Warehouse Co., Ltd.
- Sumitomo Electric Industries, Ltd.
- Mitsui Sumitomo Insurance Co., Ltd.
- Mezon Stainless Steel Fzco.
- Nippon Sheet Glass Co., Ltd.
- NEC (Electronics and electric)
- Sumitomo Realty & Development Co., Ltd.
- Sumitomo Osaka Cement Co., Ltd.
- Sumitomo Light Metal Industries, Ltd.
- Sumitomo Mitsui Construction Co., Ltd.
- Sumitomo Bakelite Co., Ltd.
- Sumitomo Forestry Co., Ltd.
- Sumitomo Rubber Industries, Ltd.
- Mazda Motor Corporation
- Presidio Ventures
- Sumitomo Mitsui Financial Group
- Dainippon Sumitomo Pharma
- Sumitomo Densetsu

## Музей Sumitomo
Музей Sumitomo Collection — Сэн-оку Хакуко кан — расположен в Киото, и с 2002 года имеет филиал в Токио. Жемчужинами коллекции являются китайские изделия из бронзы, а также работы великих китайских художников — Сюй Вэя, Чжу Да (знаменитый альбом «Добрый вечер» (安晩帖)) и Шитао.